# Рассохино (Вологодская область)
Рассохино — деревня в Сямженском районе Вологодской области.
Входит в состав Режского сельского поселения, с точки зрения административно-территориального деления — в Режский сельсовет.
Расстояние по автодороге до районного центра Сямжи — 40,3 км, до центра муниципального образования Копылова — 2,7 км. Ближайшие населённые пункты — Копылово, Коробицыно, Гридино.
По переписи 2002 года население — 66 человек (34 мужчины, 32 женщины). Всё население — русские.